# حواصل و بوتیمار
حواصل و بوتیمار کتابی از امیرحسن یزدگردی است که در سال ۱۳۷۱ منتشر و در مراسم کتاب سال جمهوری اسلامی ایران به‌عنوان کتاب برگزیده معرفی شد. همچنین در سال ۱۴۰۲ از طرف سازمان اسناد و کتابخانه ملی ایران به عنوان یکی از «صد کتاب ماندگار قرن» که به زبان فارسی تألیف شده‌است؛ معرفی گردید.

## مؤلف
این کتاب، اثری تحقیقی و پژوهشی است که امیرحسن یزگردی پژوهشگر و نویسنده ایرانی، آن را به زبان فارسی تألیف نمود. او برای تألیف این کتاب، از سال ۱۳۴۹ تا ۱۳۶۴ ه‍. ش، یعنی شانزده سال از عمرش را به پژوهش، تفحص و نگارش آن پرداخت. اصغر دادبه از شاگردان یزگردی پس از مرگ وی، کتاب را منتشر نمود که در یازدهمین دوره کتاب سال جمهوری اسلامی ایران برگزیده شد.

## موضوع کتاب
در این کتاب حواصل و بوتیمار که دسته‌ای از پرندگان هستند؛ معرفی می‌شوند. حواصل گونه‌ای از پرندگان خانواده مرغ سقا یا پلیکان است و بوتیمار نیز از راسته لک‌لک سانان و از خانواده بوتیمار است. به گفته علی‌اصغر محمدخانی، حواشی کتاب بیشتر از متن آن است به‌طوریکه بخش تصحیحات، استدراکات، اضافات و فهارس آن بیشتر از ۲۰۰ صفحه را به خود اختصاص داده‌است. یزگردی در قسمت‌هایی از کتاب، جایگاه این دو پرنده را در ادبیات فارسی، در دو زمینه شعر و نثر متذکر شده و از جهت کاربرد آنها در تشبیه، استعاره، کنایه و تمثیل اشاره کرده‌است. او برای نوشتن این اثر، از کتاب‌های پرنده‌شناسی به زبان‌های اروپایی از جمله انگلیسی و فرانسوی و همچنین به منابعی به زبان‌های عربی و عبری نیز مراجعه کرده و از آنها برای پژوهش خود، بهره برده‌است.
مولف در مقدمه کتاب، تصور و برداشت شاعران را نسبت به حواصل و بوتیمار را آورده و سپس به تفاوت معانی لغوی مرغ، ماکیان و پرنده پرداخته‌است. در فصل اول کتاب، به معرفی حواصل اختصاص دارد. در این فصل از کتاب، به معانی لغوی، نام‌ها و ماهیت حواصل و حواصل در کتاب‌های لغت در چهار بخش اشاره شده و در بخش‌های بعدی کتاب، حواصل از نظر جانورشناسی قدیم، پوستین و پَر و استفاده‌هایی که از اندام حواصل می‌شود و به لحاظ مرغ شکاری بودنش مورد بررسی قرار گرفته‌است. همچنین به نقش آن در ادبیات فارسی که در افسانه‌ها و داستان‌ها به شکل تمثیلی به‌کار رفته؛ اشاره شده‌است. یزگردی در این کتاب از دیدگاه فقهی نیز به این پرنده نگاهی داشته و از جهت حلال یا حرام بودن گوشت آن اشاره اجمالی داشته که در نتیجه آن را با توجه به نکات فقه جعفری، پرنده‌ای حرام گوشت دانسته‌است. در فصل دوم کتاب، در یازده بخش همانند فصل اول، تدوین شده که برخی عناوین آن موارد ذیل هستند: معانی لغوی و نام‌های بوتیمار، ماهیت بوتیمار، بوتیمار در کتب لغت و جانورشناسی قدیم، بوتیمار در طب و داروسازی قدیم و جایگاه بوتیمار در تماثیل و افسانه‌ها و … عنوان فصل سوم کتاب «حواصل و حواصیل در معنی بوتیمار» است که در این فصل، حواصل مرغی آبی و شناگری ماهر و در راه رفتن سنگین با پاهایی کوتاه و پرده‌هایی در پنجه پا و منقاری دراز و پهن که نوک زیرین آن تیز و به پایین برگشته است؛ توصیف می‌شود. درحالی‌که مؤلف بوتیمار را مرغی با پاهای بلند و منقار و گردنی دراز که زیست‌گاهش در کنار برکه‌ها، رودها و تالاب‌هاست؛ معرفی و وصف کرده‌است.